# Андерсон (Тексас)
Андерсон (енгл. Anderson) град је у америчкој савезној држави Тексас. Налази се у округу Грајмс, чије је седиште. По попису становништва из 2010. у њему је живело 222 становника.

## Демографија
Према попису становништва из 2010. у граду је живело 222 становника, што је 35 (13,6%) становника мање него 2000. године.
| Група             | 2000.       | 2010.       |
| Белци             | 138 (53,7%) | 135 (60,8%) |
| Афроамериканци    | 104 (40,5%) | 76 (34,2%)  |
| Азијати           | 0 (0,0%)    | 0 (0,0%)    |
| Хиспаноамериканци | 12 (4,7%)   | 7 (3,2%)    |
| Укупно            | 257         | 222         |